# Benzie & Miller
Benzie & Miller was een kleine warenhuisketen in Schotland, ontstaan in 1920. In 1958 wed de keten onderdeel van House of Fraser.

## Geschiedenis
Benzie & Miller ontstond uit een fusie van bedrijven in het Schotse Fraserburgh. In 1886 nam de 21-jarige William Benzie de leiding over van textielbdrijf The Colosseum aan Mid Street in Fraserburgh over. Binnen een jaar besloot hij een eigen winkel in Buckie op te zetten. Toen hij zijn medewerkers hierover informeerde werd hij gevraagd om de zaak in Fraserburgh over te nemen van Mitchell & Co, en kort daarna verkocht hij de zaak Buckie. In 1896 bouwde hij een nieuwe winkel aan de andere kant van de straat toen het bedrijf zich uitbreidde.
In 1898 werd een krachtcentrale geïnstalleerd om de winkel van elektrisch licht te voorzien, een primeur voor Fraserburgh. De winkel bleef hierna groeien door verschillende uitbreidingen aan de achterzijde van het gebouw.
James Miller was een leerling meubelmaker en een kennis van Benzie. Op Benzies aanraden sloot Miller zich aan bij een plaatselijk meubelmakersbedrijf, dat hij uiteindelijk overnam na het overlijden van de bedrijfseigenaar. Het bedrijf werd voortgezet tot aan de Eerste Wereldoorlog, toen Miller het bedrijf verkocht omdat hij onzeker was over zijn toekomst. Bij zijn terugkeer uit de oorlog heeft Miller zijn bedrijf helemaal opnieuw opgebouwd.

## Het warenhuis
In 1920 was Benzie van plan om te fuseren en uit te breiden tot een volledig warenhuis. Na besprekingen met Miller werd Benzie & Miller Ltd. opgericht, waar ook de vestiging in Fraserburgh van schoenmaker Messrs. Goodlad and Coutts uit  Lerwick in werd ondergebracht. De manager van dit filiaal, Robert Henderson, trad toe tot het nieuwe bestuur.  
De nieuwe winkel werd uitgebreid door aangrenzende panden op te kopen en een nieuwe winkel te bouwen met een frontbreedte van 30 meter, met een grote werkplaats voor de meubelmakerij. De nieuwe winkel verkocht huishoudelijke artikelen, ijzerwaren, porselein en glaswerk, evenals gordijnen, schoenen en op maat gemaakte meubelen. Op de eerste verdieping was een kleine theesalon. 
In 1924 trad Alexander Benzie, de zoon van William Benzie, toe tot het bedrijf als directeur die verantwoordelijk was voor de herenkledingafdeling. In 1931 trad John B Miller, de zoon van James Miller, toe tot het bedrijf. 
In 1931 stierf William Benzie en in 1934 overleed ook James Miller. In hetzelfde jaar werd de winkel opnieuw uitgebreid met bijna 1.100 m² in een drie verdiepingen tellend gebouw.
Het bedrijf breidde uit met de opening van winkels in Inverness (voorheen Young & Chapman); Banff (voorheen Rankin & Co); Peterhead en Elgin (voorheen A.L. Ramsay & Son). Tijdens de Tweede Wereldoorlog werd de winkel in Fraserburgh verwoest door een brand en het duurde tot de jaren 1950 voordat deze volledig was herbouwd.
Het bedrijf bleef onafhankelijk tot 1958, totdat de toenmalige eigenaar Baile Alexander Benzie instemde met een verkoop aan Hugh Fraser, de bestuursvoorzitter van House of Fraser. Benzie verliet Fraserburgh en verhuisde naar Exmouth, waar hij tot aan zijn dood in 1991 eigenaar was van het warenhuis Thomas Tucker. 
Na de verkoop door Benzie bleef het warenhuis in Schotland eerst nog actief onder de naam Benzie & Miller, maar dit zou geen stand houden. In 1968 werd de winkel in Fraserburgh gesloten (het gebouw is in 1985 afgebroken). In 1977 werd de winkel in Peterhead door brand verwoest en het pand is daarna nooit herbouwd. Als onderdeel van de herstructurering van House of Fraser in de jaren zeventig werden de resterende winkels opgenomen in de Arnotts-divisie en omgedoopt tot Arnotts-winkels. De laatste winkel uit het Benzie & Miller-imperium sloot in 2003 in Inverness.  